# Ганглиоблокатор
Ганглиоблокаторы — группа н-холинолитиков, действующих преимущественно на никотинчувствительные рецепторы на постсинаптической мембране синапсов, расположенных в вегетативных ганглиях. Препарат тормозит передачу нервного импульса с преганглионарных в постганглионарные нервные волокна. В результате этого импульс, достигая вегетативного ганглия, не передается дальше. Современные ганглиоблокаторы блокируют одновременно симпатические и парасимпатические вегетативные ганглии, однако в зависимости от препарата активность в отношении различных групп ганглиев может различаться.
Помимо вегетативных ганглиев препараты данной группы действуют на мозговой слой надпочечников. В больших дозах препарат может угнетать передачу сигнала и в скелетной мускулатуре.
В результате блокады вегетативных ганглиев прекращается сосудосуживающая импульсация, вследствие чего тонус сосудов падает, кровь уходит в мелкие периферические сосуды и падает артериальное давление. Также из-за значительного снижения сосудистого тонуса перестаёт эффективно работать механизм рефлекторного поддержания АД, и при резком изменении положения тела возможен ортостатический коллапс. Помимо сосудов препарат также действует на ЖКТ, угнетая секреторную и сократительную активность; в середине XX века препараты данной группы использовались для лечения язвенной болезни желудка, но из-за побочных эффектов их применение в данной ситуации было отменено.
По химической структуре представляют собой четвертичные аммонивые соединения. Препараты плохо всасываются в ЖКТ и плохо проникают через ГЭБ. Наибольшая биодоступность наблюдается при внутривенном введении.
Препараты данной группы применяются преимущественно в тех случаях, когда необходимо быстрое снижение артериального давления и децентрализация кровотока с депонированием крови в периферических сосудах. Например, в ситуации гипертонического криза с угрозой отека легких.
Типичным побочным эффектом является ортостатическая гипотония, также страдает моторика ЖКТ, возможно развитие запоров и вздутия живота, возрастает риск тромбозов.
Абсолютным противопоказанием к применению является феохромоцитома.
Также противопоказанием к применению препарата является глаукома, гипотония, шок, выраженный церебральный и коронарный атеросклероз, тромбоз, перенесённый в недавнем прошлом инфаркт миокарда, ишемический инсульт (менее 2 месяцев давности), тяжёлая почечная недостаточность, выраженная печёночная недостаточность, субарахноидальное кровоизлияние.

## Представители ганглиоблокаторов
- Азаметония бромид
- Гексаметония бензосульфонат (Бензогексоний, Гексоний Б)
- Димеколония йодид
- Имехин
- Камфоний
- Кватерон
- Пахикарпин
- Пемпидин
- Темехин
- Трепирия йодид
- Фуброгония йодид